# Paul-Ottar Haga

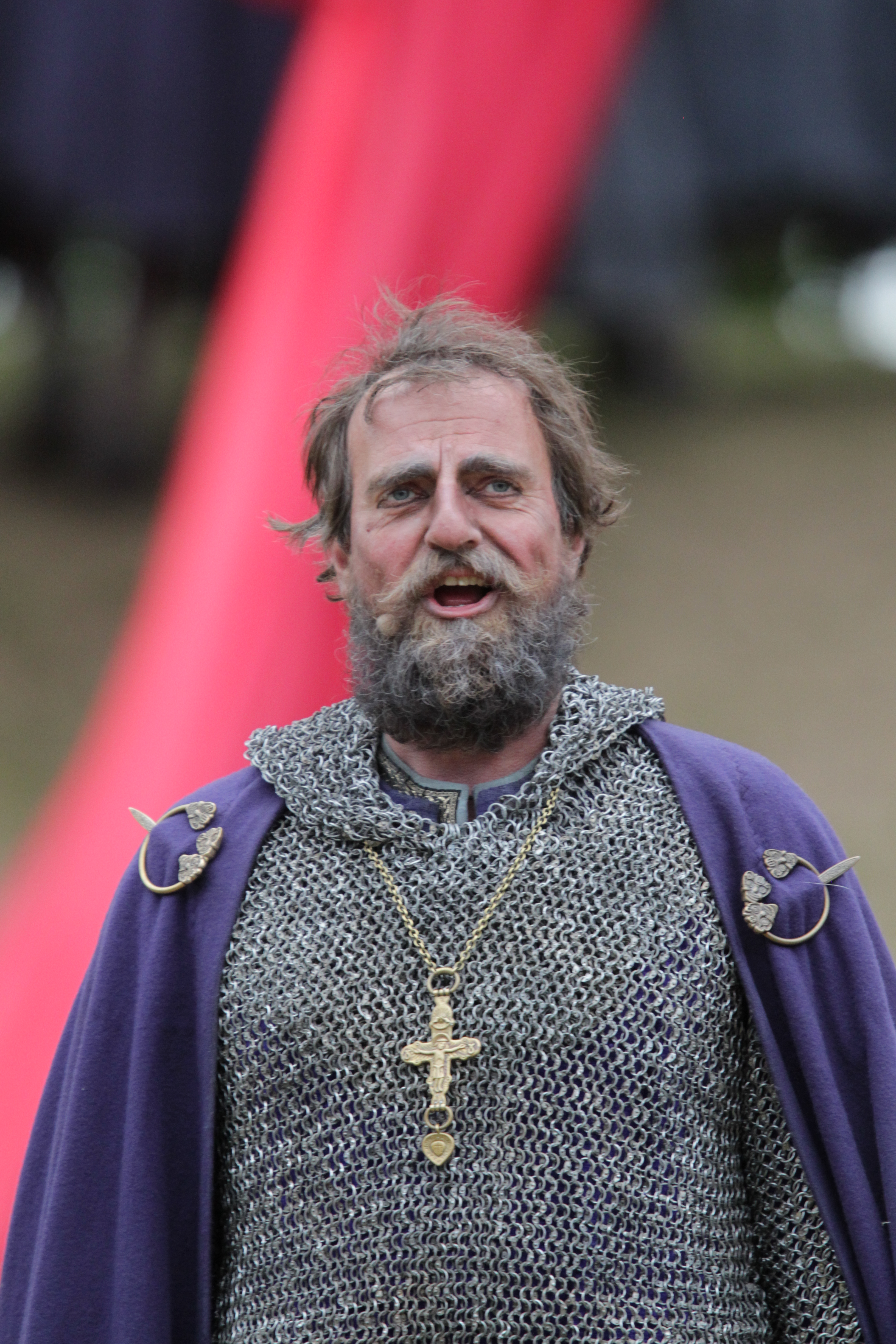
Haga som kung Olav den helige i Spelet om Heilag Olav på Stiklestad 2010.

Paul-Ottar Haga, född den 30 juli 1965 i Verdal, är en norsk skådespelare.
Haga är anställd på Det Norske Teatret, där han debuterade 1990 som Olav Engelbrektsson i Sankt Olavs skrin av Edvard Hoem. Vidare har han spelat bärande roller som Håkon i Olav Duuns Medmenneske, Lauris i Duuns Juvikfolke, Bassanio i Shakespeares Köpmannen i Venedig, Eilert Løvborg i Henrik Ibsens Hedda Gabler, knappstöparen i Ibsens Peer Gynt, Alceste i Molières Misantropen och Agamemnon i Aischylos Orestien. Han har också gästat Oslo Nye Teater.
Sammanlagt har Haga spelat tolv roller i Spelet om den helige Olav på Stiklestad, där han har deltagit varje år sedan 1974. 1994 sjöng han rollen som biskopen i rockoperan Which Witch i Holmenkollen. Han har även utmärkt sig inom musikteatern, bland annat som Bør Børson jr. och Far Vitalis i Frendelaus. 2008 hade han huvudrollen som Mackie Kniven i Bertolt Brechts Tolvskillingsoperan.
Haga har också medverkat i tv och film. Hans Peer Gynt i Bentein Baardsons tv-version (1993) väckte stor uppmärksamhet, och han hade huvudroller i serierna Jul i Blåfjell (1999) och Fire høytider (2000). Han filmdebuterade i Landstrykere (1989) och hade en huvudroll i Mörkrets ö (1997).

## Filmografi (urval)
- 1992 – Krigarens hjärta
- 1993 – Peer Gynt (TV-serie)
- 1995 – Zero Kelvin
- 1995 – Kristin Lavransdotter
- 1997 – Mörkrets ö